# Milagro de la luz
El Milagro de la luz es una leyenda de la tradición manresana que explica cómo una misteriosa luz proveniente de Montserrat atravesó las vidrieras de la antigua iglesia del Carmen el 21 de febrero de 1345, lo que hizo posible que se pusiera fin a la excomunión que pesaba sobre la ciudad. La excomunión había sido decretada por el obispo de Vich a causa del paso de La Acequia de Manresa por tierras del obispado. La acequia canalizaba el agua del Llobregat desde Balsareny hasta Manresa y, con su construcción, se acabó la escasez de agua que padecía el pueblo.
En 1339 los consejeros de la ciudad decidieron que tenía que hacerse una acequia que trajera el agua a la ciudad para poder asegurar su recogida, a fin de que esta no dependiese de la lluvia. Sobrepasando las posibilidades de la ciudad pidieron ayuda al rey obteniéndola el 23 de agosto de 1339, cuando Pedro III concedía el permiso de realización de la acequia junto con una rebaja de impuestos para favorecer su construcción.
Así, en 1339 se decidió su trazado y empezaron los trabajos de nivelación. La obra fue encargada al barcelonés Guillem Catà y a los hermanos Simó y Pere de Rodener.
Los primeros pleitos procedieron del obispo de Vich y de los habitantes de Sampedor que se negaron a pagar impuestos para su construcción.
Seguramente a últimos del año 1340, el obispo de Vich, Galzeran Sacosta, como señor de la jurisdicción de Sallent, se opuso a que la acequia pasara por su municipio que podía provocar, además, una bajada del caudal del Llobregat a su paso por Sallent. 
Tras un año de negociaciones y discusiones, llegó la excomunión del obispo a los obreros y consejeros de Manresa, suspendiendo la práctica de todos los sacramentos y de toda la liturgia en el territorio de la ciudad.
Pese a todo, los obreros de la acequia continuaron trabajando en la construcción del canal. Se sabe que, en el año 1344, se estaba trabajando en la construcción del puente del Vilar en el término de Sallent.
El conflicto con el obispo duró hasta el año 1345, y se solucionó cuando, una vez muerto el obispo Galzeran Sacosta, su sucesor, Miguel de Ricomar, mantuvo una actitud más dialogante aceptando las compensaciones que le ofrecía la ciudad.

## La tradición
Según la tradición, el final del conflicto fue debido, sin embargo, al milagro de la Misteriosa Luz: una luz resplandeciente llegó, proveniente de la montaña de Montserrat, hasta la iglesia del Carmen, entrando por una ventana de la fachada principal, al mismo tiempo que las campanas empezaban a tocar solas. Una vez dentro se situó debajo de la llave de la bóveda del ábside central dividiéndose en tres rayos de luz que se repartieron entre el ábside, la capilla de la Santísima Trinidad y la de San Salvador. Después se volvieron a reunir los tres haces en uno solo que salió de la iglesia en dirección, otra vez, hacia Montserrat.
La explicación de este hecho fue la siguiente: ante el conflicto entre la ciudad de Manresa y el obispo de Vich, Dios se ponía al lado de la ciudad de Manresa. Por eso, una vez que el obispo supo la existencia de este milagro, se arrepintió de su actitud y quiso rectificarla, pero no le dio tiempo porque, como ya se ha dicho, murió el 5 de abril de 1345, antes de que pudiera levantar la prohibición. Por esta razón, también, el nuevo obispo Miguel de Ricomar, que tomó posesión del obispado el 12 de mayo de ese mismo año, se apresuró a levantar la excomunión y solucionar el conflicto.
Por último, el desenlace del conflicto se produjo con la redacción, aprobación y firma de los capítulos y condiciones de la concordia entre el obispo y la ciudad, firma que tuvo lugar el 19 de noviembre de 1345 en Vich.
En 2001 el Orfeón Manresano produjo un musical, con música de Manel Camp y dirección de Teti Canal.
- Datos: Q9033077